# 벨로루시 소비에트 사회주의 공화국의 국장

벨로루시 소비에트 사회주의 공화국의 국장

벨로루시 소비에트 사회주의 공화국의 국장은 1927년 3월 30일에 제정되어 1991년까지 사용되었다.
국장 가운데에는 떠오르는 금색 태양의 햇살 바탕에 은색 낫과 망치가 그려져 있다. 태양 아래에는 유라시아 대륙의 지도가 새겨진 지구가 그려져 있으며, 태양 위에는 빨간색 별이 그려져 있다. 국장 양쪽을 밀 이삭이 감싸고 있으며, 왼쪽에는 토끼풀이, 오른쪽에는 아마가 장식되어 있다.
국장 아래쪽에 그려져 있는 빨간색 리본이 밀 이삭을 묶고 있으며, 리본 가운데에는 벨로루시 소비에트 사회주의 공화국의 벨라루스어 약칭인 "БССР"가 쓰여져 있다. 리본 양쪽에는 소련의 나라 표어인 "만국의 노동자여, 단결하라!"라는 문구가 쓰여져 있는데, 왼쪽에는 벨라루스어("Пралетарыі ўсіх краін, яднайцеся!")로, 오른쪽에는 러시아어("Пролетарии всех стран, соединяйтесь!")로 쓰여져 있다.

1919—1927
1927—1937
1937—1938
1938—1949
1958—1981
1981—1991

## 같이 보기
- 소련의 국장
- 벨라루스의 국장